# Topnjača
Topnjáča je tip vojne ladje, ki ne presega izpodriva 2000 ton in je primarno oborožena s topom.
Zaradi majhnosti ni namenjena za oceansko plovbo, ampak deluje ob obali, na rekah in na jezerih.
Danes je top zastarelo orožje, tako da ga nadomešča raketno orožje in nastal je nov tip bojne ladje – raketna topnjača.